# Meistriliiga (Eishockey) 1993/94
Die Saison 1993/94 war die vierte Spielzeit der Meistriliiga, der höchsten estnischen Eishockeyspielklasse. Meister wurde Kreenholm Narva.

## Hauptrunde
|    | Klub                 | Sp | S  | U | N  | Tore   | Punkte |
| -- | -------------------- | -- | -- | - | -- | ------ | ------ |
| 1. | Kreenholm Narva      | 12 | 12 | 0 | 0  | 144:21 | 24     |
| 2. | JSK Monstera Tallinn | 12 | 10 | 0 | 2  | 116:29 | 20     |
| 3. | Keemik Kohtla-Järve  | 12 | 8  | 0 | 4  | 84:58  | 16     |
| 4. | HK Tartu             | 12 | 5  | 0 | 7  | 62:88  | 10     |
| 5. | LNSK Narva           | 12 | 3  | 0 | 9  | 48:87  | 6      |
| 6. | THK 88 Tallinn       | 12 | 3  | 0 | 9  | 41:130 | 6      |
| 7. | HK Jõgeva            | 12 | 1  | 0 | 11 | 38:120 | 2      |

## Finalrunde
|    | Klub                 | Sp | S  | U | N  | Tore   | Punkte |
| -- | -------------------- | -- | -- | - | -- | ------ | ------ |
| 1. | Kreenholm Narva      | 12 | 12 | 0 | 0  | 112:12 | 24     |
| 2. | JSK Monstera Tallinn | 12 | 6  | 1 | 5  | 78:37  | 13     |
| 3. | Keemik Kohtla-Järve  | 12 | 5  | 1 | 6  | 48:64  | 11     |
| 4. | HK Tartu             | 12 | 0  | 0 | 12 | 16:141 | 0      |

## Platzierungsrunde
|    | Klub           | Sp | S | U | N | Tore  | Punkte |
| -- | -------------- | -- | - | - | - | ----- | ------ |
| 5. | HK Jõgeva      | 6  | 5 | 0 | 1 | 18:14 | 10     |
| 6. | Narva LNSK     | 6  | 3 | 0 | 3 | 39:23 | 6      |
| 7. | THK 88 Tallinn | 6  | 1 | 0 | 5 | 19:39 | 2      |